# Micromesistius

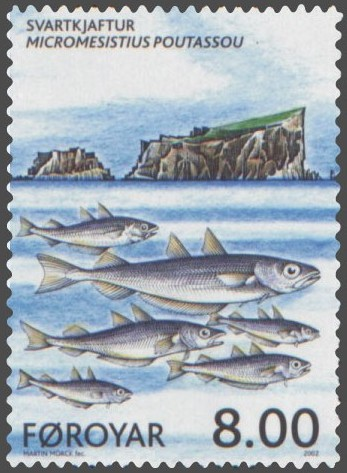
Selo das ilhas Feroé mostranndo exemplares de Micromesistius poutassou.

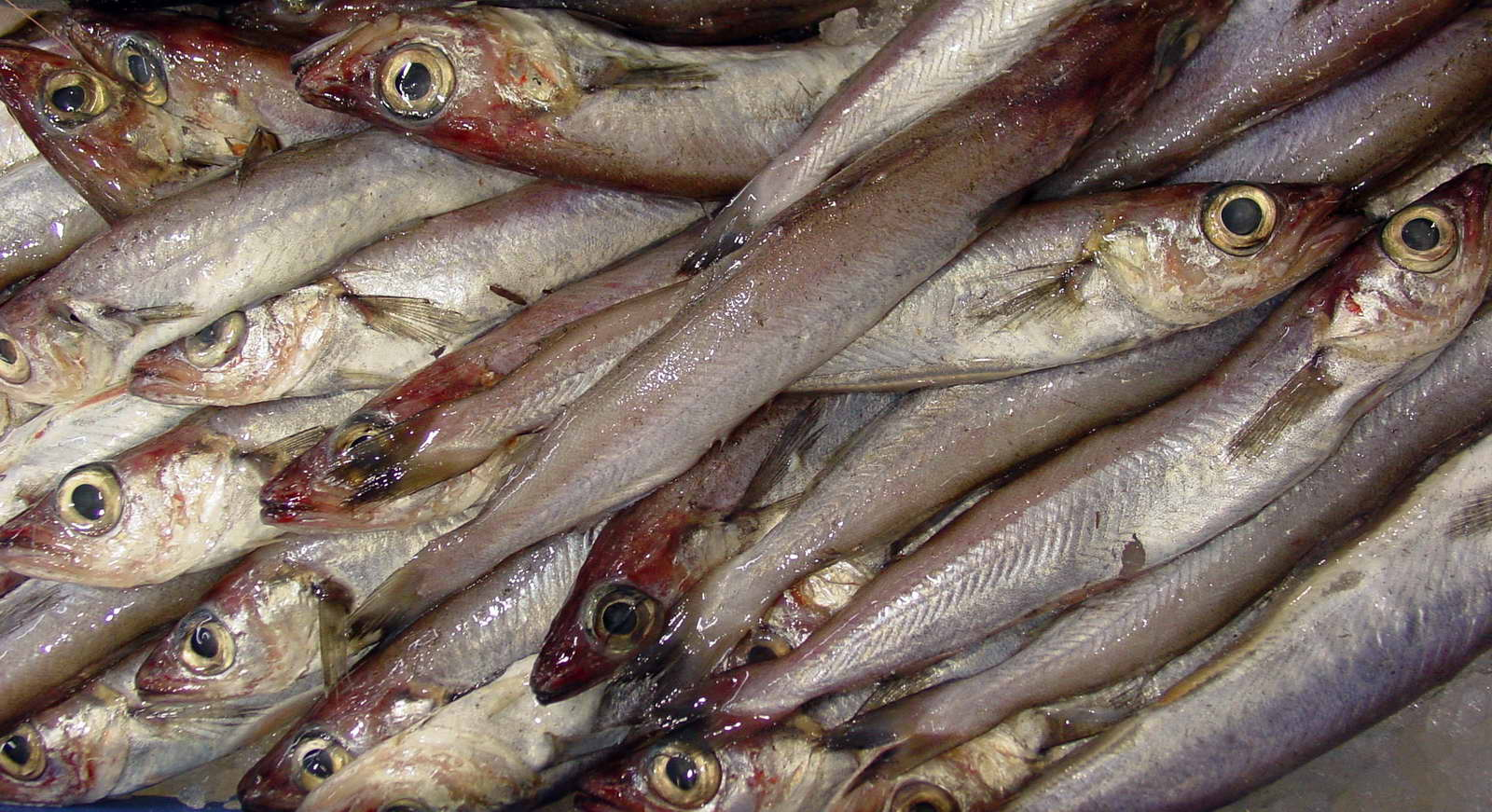
Exemplares de verdinhos (Micromesistius poutassou).

Micromesistius T. N. Gill, 1863 é um género de peixes pertencentes à família Gadidae (bacalhaus).

## Descrição
Peixes de corpo alongado, com a mandíbula inferior ligeiramente saliente em relação à superior. Não apresenta barbetes bucais. Canais sensoriais presentes na cabeça. Primeira barbatana anal alargada e barbatanas dorsais nitidamente separadas. Linha lateral contínua ao longo de todo o corpo.
As espécies pertencentes a este género são mesopelágicas, com os espécimes adultos a serem encontrados entre os 160 e os 3 000 m de profundidade. As maiores densidades ocorrem entre os 180 e os 360 m de profundidade, em geral entre os 10 e os 30 m acima dos fundos marinhos e sobre as margens da plataforma continental. Alimentam-se principalmente de pequenos crustáceos (eufausiáceos e anfípodes) e, muito raramente, de peixos. Os juvenis ocorrem em águas pouco profundas, por vezes em zonas costeiras.

## Espécies
O género inclui as seguintes espécies validadas:
- Micromesistius australis Norman, 1937,[7][8][9] com as seguintes subespécies:
  - Micromesistius australis australis
  - Micromesistius australis pallidus
- Micromesistius poutassou (A. Risso, 1827) (verdinho)[10][11][12][13][14][15][16][17][18][19][20][21][22][23][24][25][26][27]

A espécie Micromesistius australis australis ocorre nas costas da Patagónia argentina, do Chile e das ilhas Falkland, Geórgia do Sul, Shetland do Sul e Órcades do Sul. A subespécie Micromesistius australis pallidus é endémica nas águas em torno da ilha do Sul da Nova Zelândia.
A espécie Micromesistius poutassou ocorre no Oceano Atlântico nordeste (desde o mar de Barents, o mar da Noruega e Islândia até ao Mediterrânea ocidental e a costa africana até ao cabo Bojador) e o Atlântico noroeste (águas do sul da Gronelândia, sueste do Canadá e nordeste dos Estados Unidos).